# 日置市立伊集院小学校
日置市立伊集院小学校（ひおきしりつ いじゅういんしょうがっこう）は、鹿児島県日置市伊集院町下谷口にある市立小学校。

## 概要
日置市の北部、旧伊集院町の中央部に位置する小学校である。全校生徒は714人である。学級数は1学年あたり、3または4学級から構成され、特別支援学級が2学級ある。

## 沿革
- 1869年（明治2年） - 私塾習成館を設立[2]。
- 1872年（明治5年） - 鹿児島県の第35郷校に指定され、学校となる[2]。
- 1874年（明治7年） - 伊集院小学に改称[2]。
- 1877年（明治10年） - 西南戦争が勃発したのに伴い、一時閉校。その後明治12年に再開[2]。
- 1889年（明治22年） - 小学校令が施行されたのに伴い、伊集院尋常高等小学校となる[2]。
- 1941年（昭和16年） - 国民学校令が施行されたのに伴い、伊集院国民学校に改称[2]。
- 1947年（昭和22年） - 伊集院町立伊集院小学校に改称。
- 2005年（平成17年） - 伊集院町が新設合併し、日置市になったのに伴い、日置市立伊集院小学校に改称。

## 校区
- 日置市
  - 伊集院町下谷口の一部（一部地域は鹿児島市立松元小学校）
  - 伊集院町徳重の全域
  - 伊集院町猪鹿倉の全域
  - 伊集院町清藤の全域
  - 伊集院町大田の全域
  - 伊集院町郡の一部

## 周辺施設
- 日置市立伊集院中学校
- 伊集院駅
- 伊集院郵便局
- 伊集院簡易裁判所
- 日置市立中央図書館
- 日置市伊集院武道館

## 出身者
- 有馬正文 - 海軍中将
- 高山冨士雄 - 安田信託銀行社長、会長、相談役